# Staffan Stockenberg
Staffan Stockenberg (Sundbyberg, 14 settembre 1931 – 20 maggio 2019) è stato un tennista svedese.

## Carriera
A livello giovanile ha conquistato sia nel 1948 che nel 1949 il singolare ragazzi a Wimbledon; tra gli adulti ha raggiunto i quarti di finale nel torneo londinese, in coppia col polacco Władysław Skonecki.
Ha rappresentato la sua nazione in Coppa Davis nel 1953 e nel 1955. Curiosamente in entrambe le occasioni è sceso in campo contro l'Italia, uscendone sempre sconfitto.